# Verenigde polder aan de Oostzijde van de Gouwe
De Verenigde polder aan de Oostzijde van de Gouwe is een polder en een voormalig waterschap in de Nederlandse provincie Zuid-Holland, in de gemeenten Alphen aan den Rijn (voorheen Boskoop), Reeuwijk en Waddinxveen. Binnen de polder lagen oorspronkelijk de polderblokken Voor-de-Biezen, Achter-de-Biezen, Reijerskoop, Zuidwijk, Randenburg, Middelburg, Foreest en Nieuwkoop
In 1864 werd de polder Middelburg, bestaande uit de blokken Middelburg, Foreest en Nieuwkoop, afgesplitst en een zelfstandig waterschap. In 1966 werd de polder samengevoegd met de polder Rijneveld.
Het waterschap was verantwoordelijk voor de vervening, drooglegging en de waterhuishouding in het gebied.